# Missionarie dell'Incarnazione
Le Missionarie dell'Incarnazione (sigla S.M.I.) sono un istituto religioso femminile di diritto pontificio.

## Storia
Le origini dell'istituto risalgono alla fraternità femminile dedita al lavoro comune e alla preghiera riunita nel 1961 a Roma da Carla Borgheri e trasferitasi nel 1963 nei pressi Frascati;] il 6 giugno 1965 Luigi Liverzani, vescovo di Frascati, riconobbe la comunità come pia associazione laicale.
I primi voti vennero emessi nel 1972 e l'8 dicembre 1974 la comunità fu riconosciuta come congregazione religiosa; il 19 marzo 1988 l'istituto divenne di diritto pontificio.

## Attività e diffusione
Le suore si dedicano all'istruzione e all'educazione cristiana della gioventù, alla cura di orfani, anziani e ammalati, all'apostolato nelle parrocchie.
Oltre che in Italia, sono presenti in Albania, Costa d'Avorio, Filippine, India e Vietnam; la sede generalizia è a Frascati.
Alla fine del 2015 l'istituto contava 168 religiose in 24 case.